# Eucalyptus woodwardii
Eucalyptus woodwardii là một loài thực vật có hoa trong Họ Đào kim nương. Loài này được Maiden mô tả khoa học đầu tiên năm 1910.

## Hình ảnh

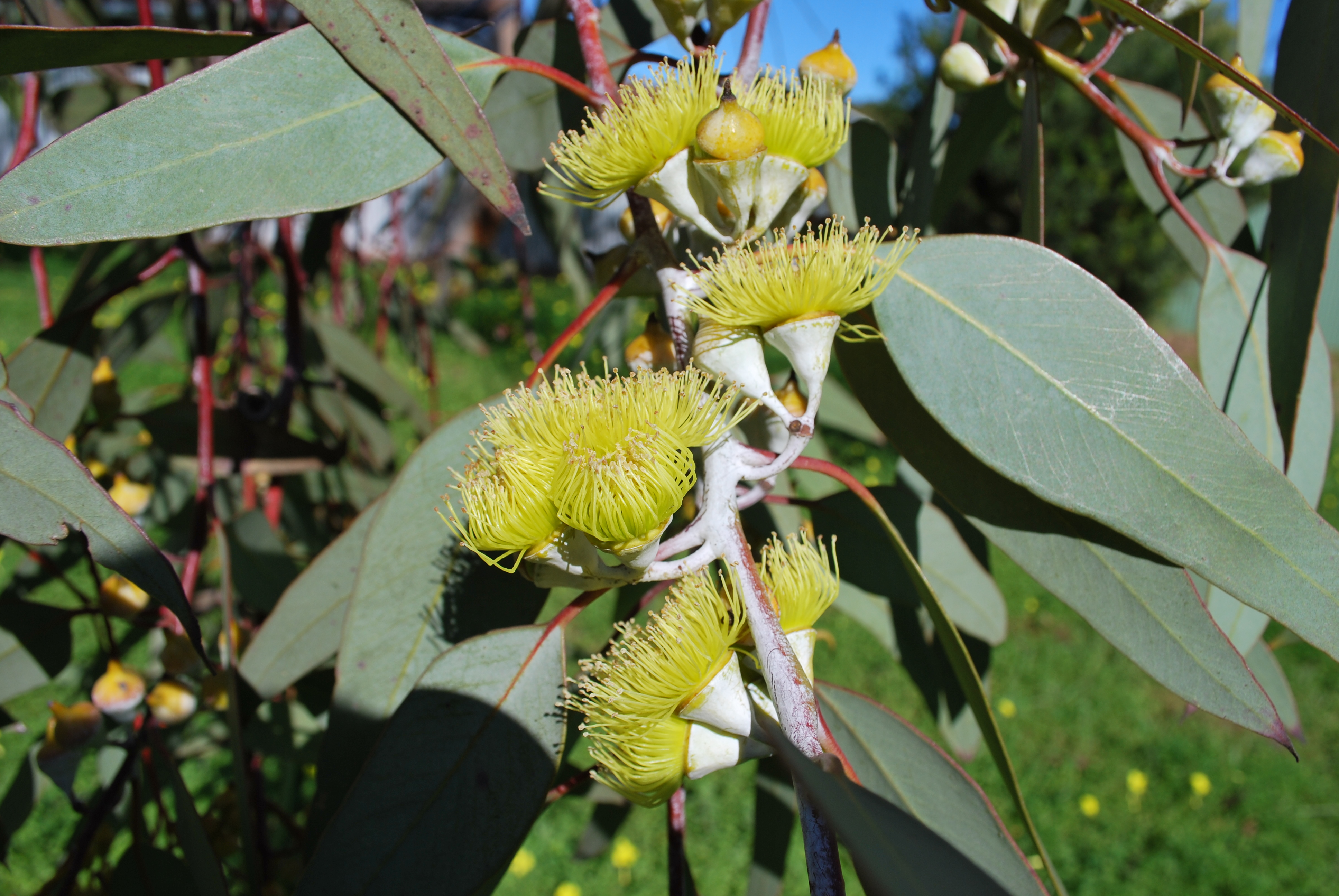
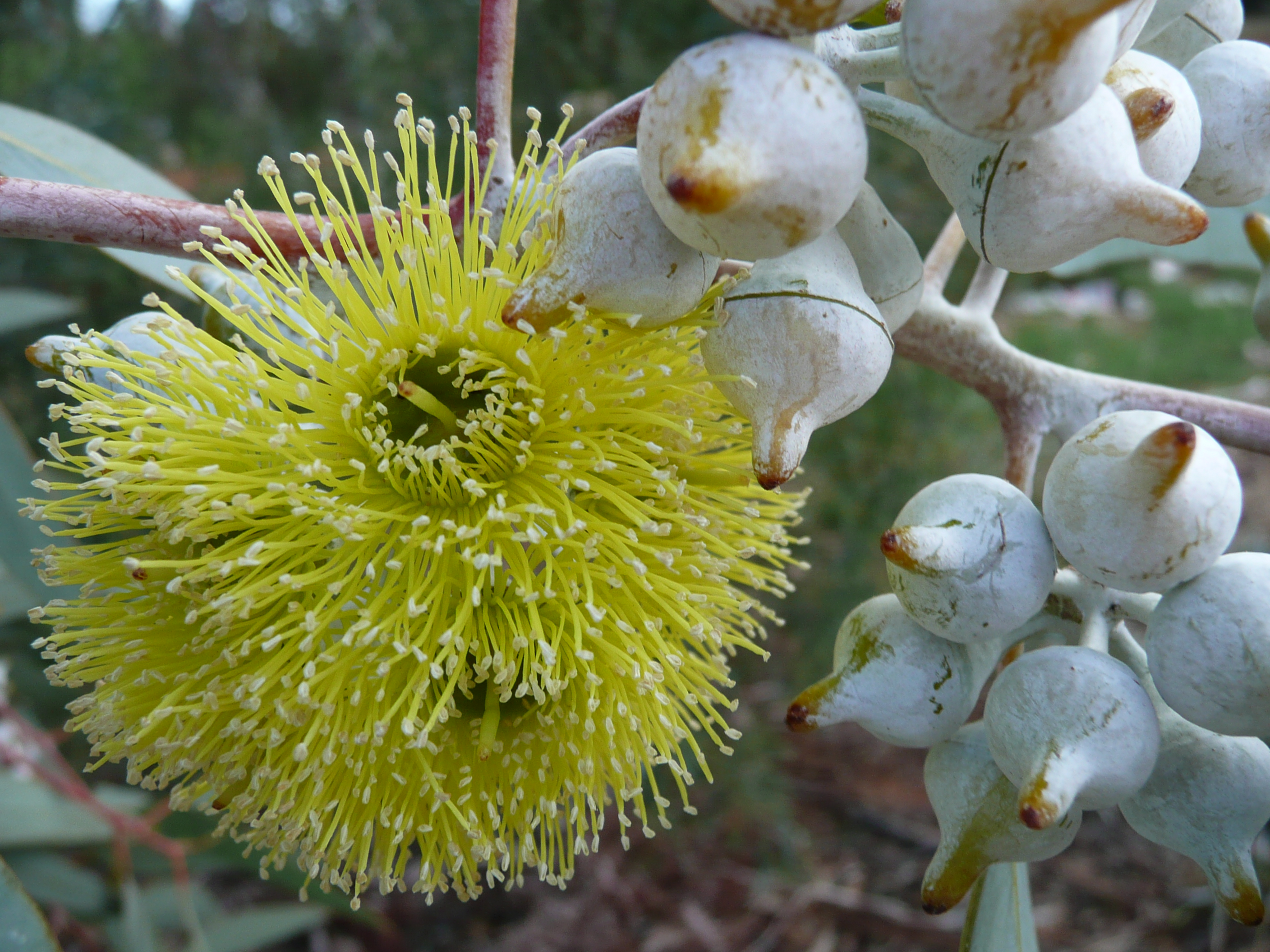